# Cọ xẻ
Cọ xẻ hay kè (danh pháp: Livistona chinensis) là loài cọ có mặt ở khu vực cận nhiệt đới Đông Á. Nó là loài bản địa của nam Nhật Bản, Đài Loan, một số đảo trên Biển Đông. Loài này cũng có mặt ở Việt Nam.
Cọ xẻ có thể cao đến 30 đến 50 foot (9,1 đến 15,2 m) với tán rộng 12 foot (3,7 m). Lá cọ xẻ có hình quạt.

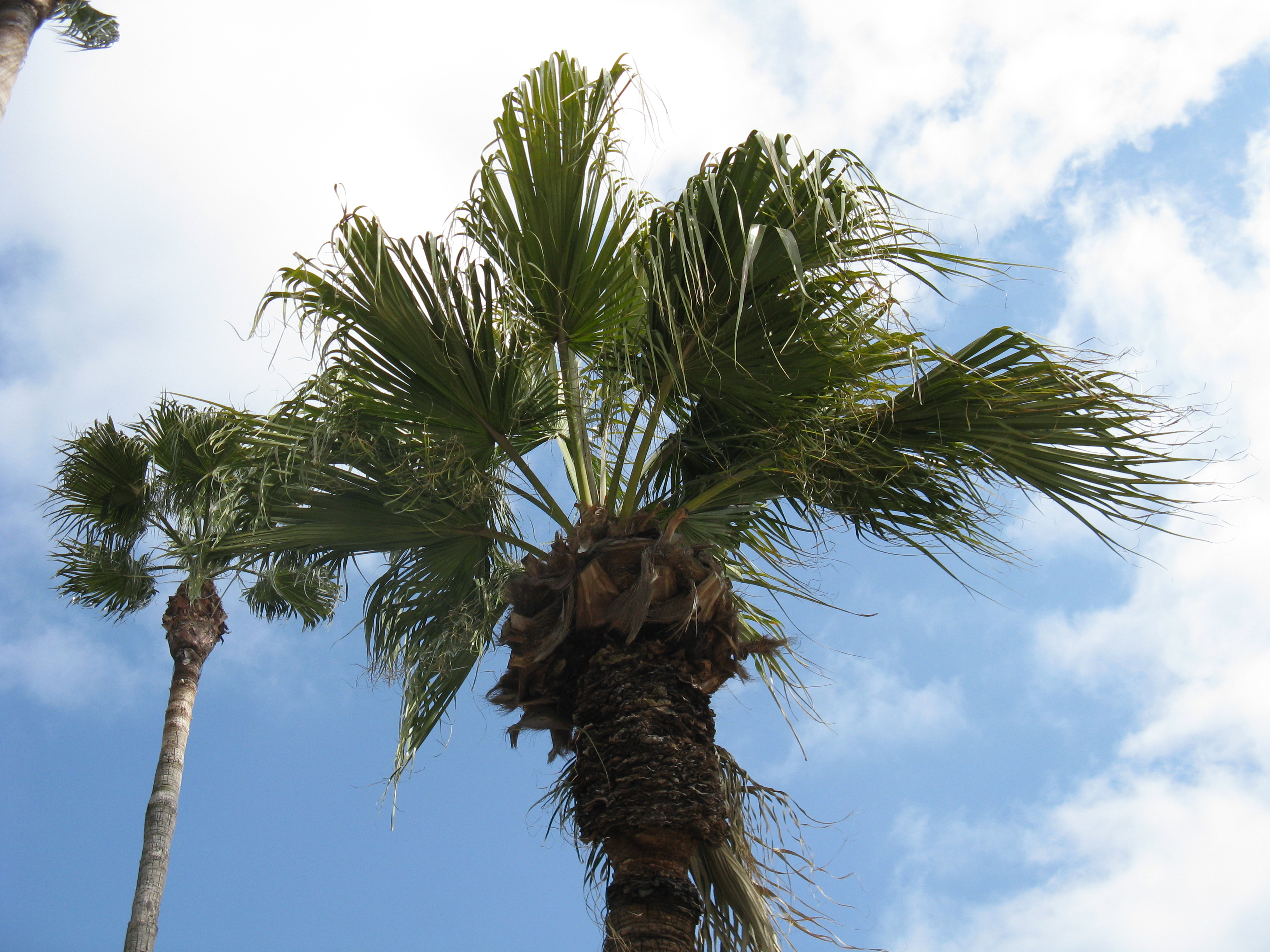
Cọ xẻ, còn gọi là kè.

Đầu lá của cọ xẻ rủ xuống, trong khi đầu là của cây cọ bầu không rủ. Cọ xẻ chịu nước hơn cọ bầu.

## Hình ảnh

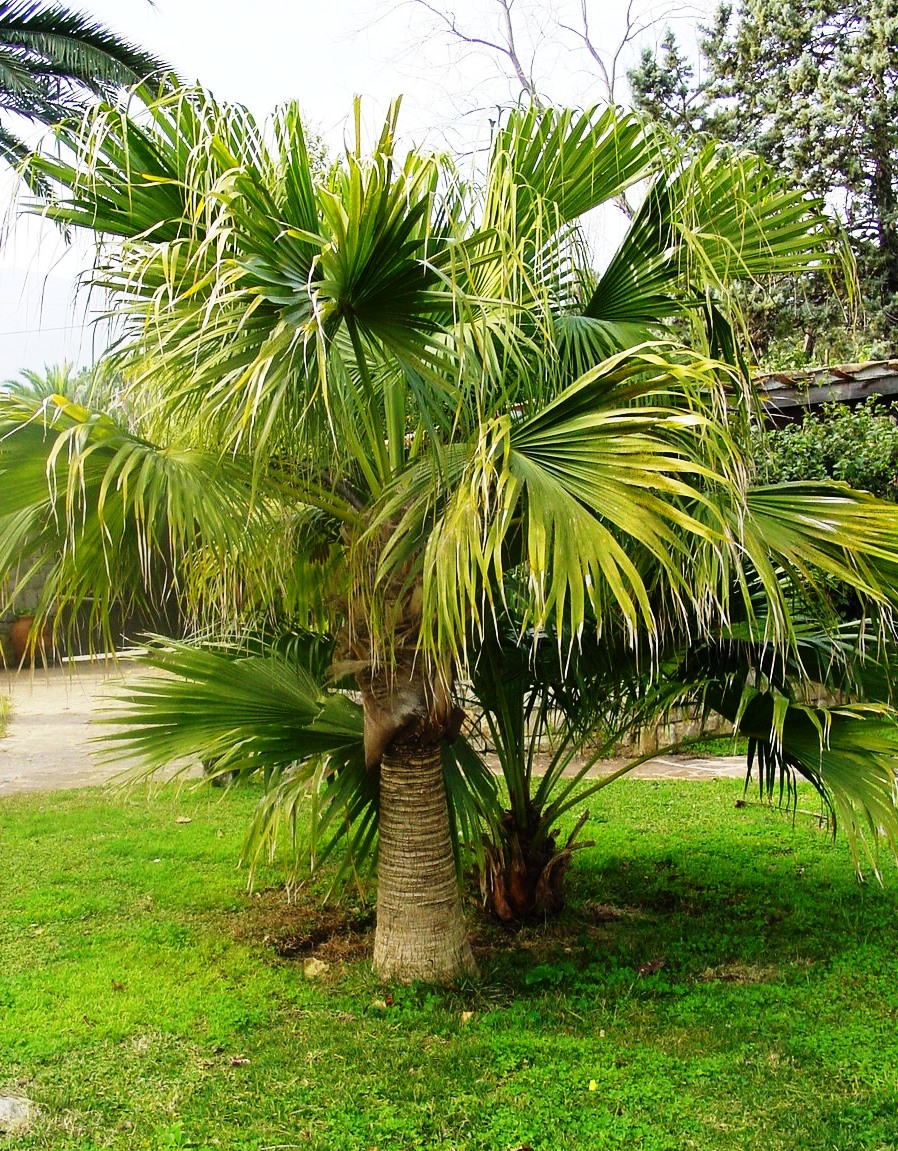
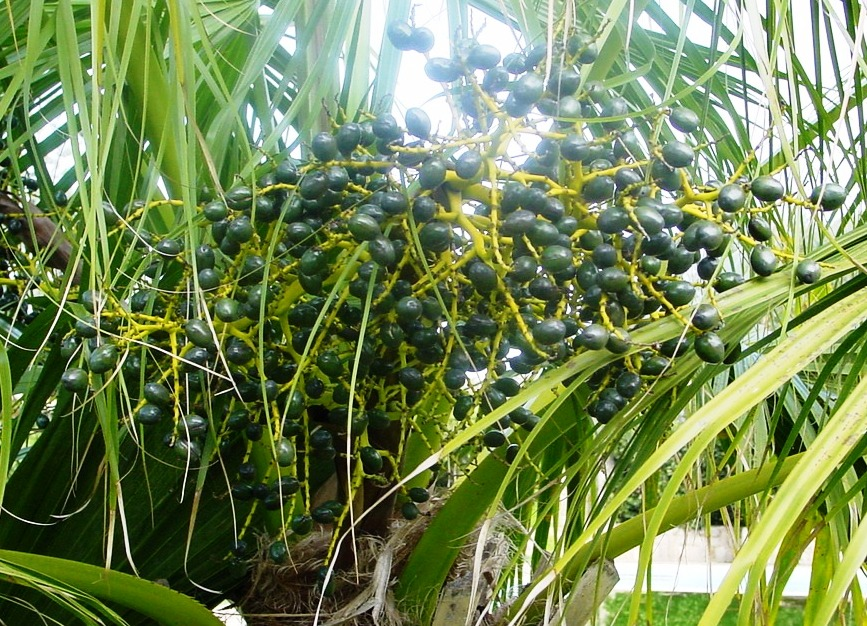
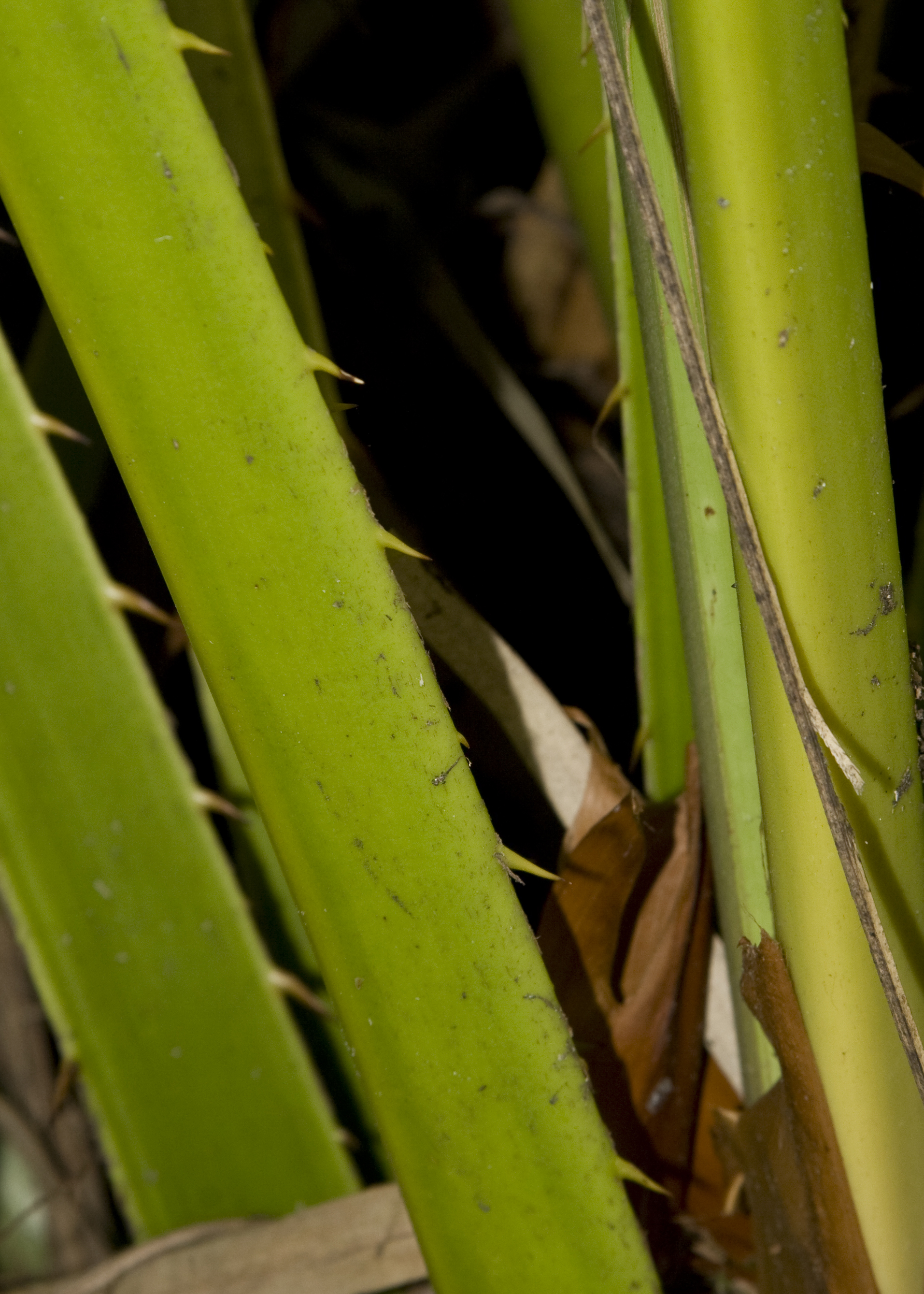
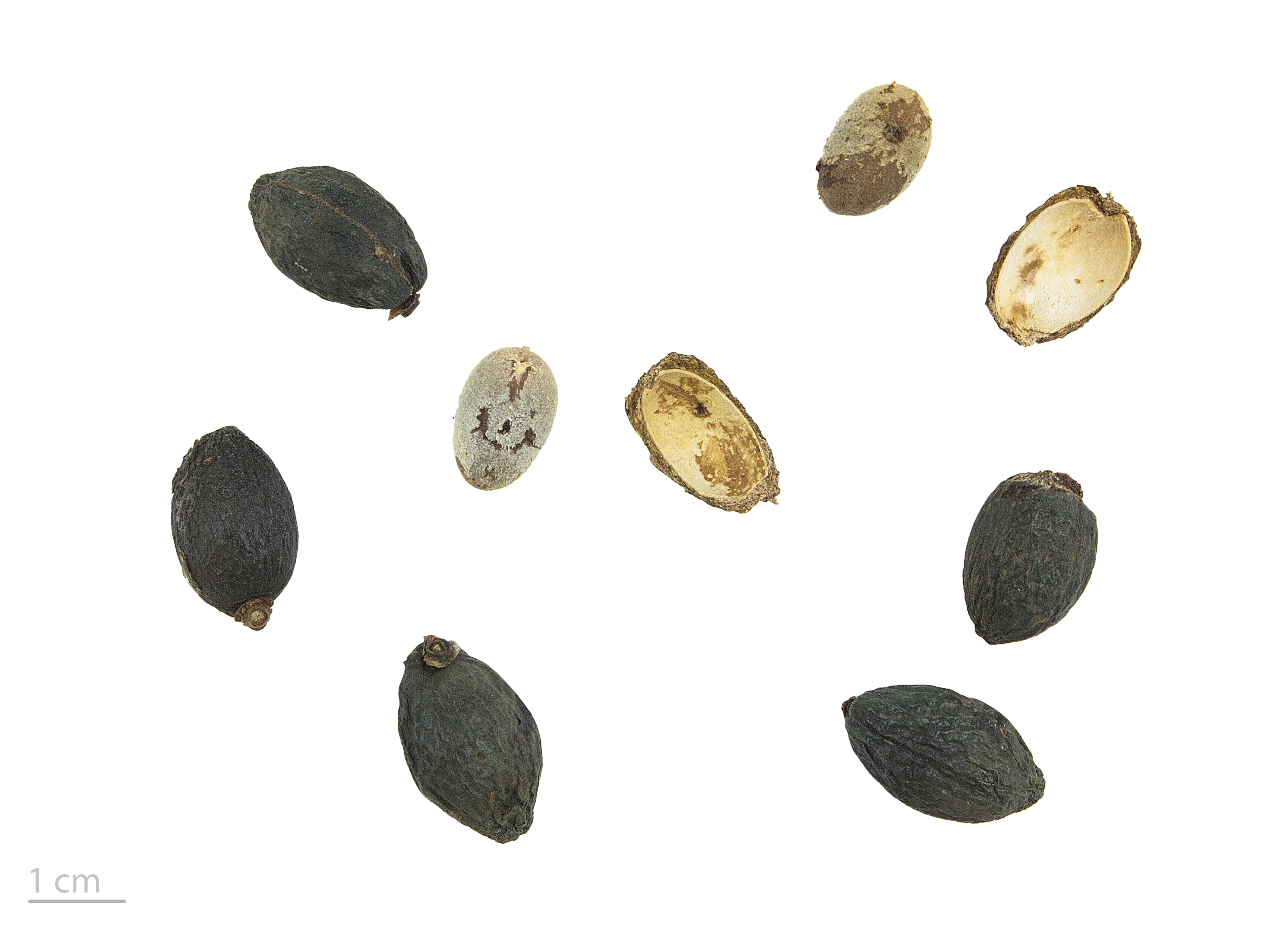
Livistona chinensis - Museum specimen